# Lednogóra
Lednogóra – wieś w Polsce położona w województwie wielkopolskim, w powiecie gnieźnieńskim, w gminie Łubowo nad jeziorem Lednica.

## Charakterystyka
Przebiega przez nią droga wojewódzka nr 194. 2,5 km na południe od wsi znajduje się przystanek kolejowy Lednogóra na trasie kolejowej nr 353 Poznań – Gniezno. We wsi znajduje się kościół filialny pw. Niepokalanego Poczęcia Najświętszej Maryi Panny neogotycki z 1900 roku.
W latach 1954–1968 wieś należała i była siedzibą władz gromady Lednogóra, po jej zniesieniu w gromadzie Łubowo. W latach 1975–1998 miejscowość administracyjnie należała do województwa poznańskiego.
W pobliżu znajdują się:
- Lednicki Park Krajobrazowy
- Wielkopolski Park Etnograficzny w Dziekanowicach
- Ostrów Lednicki – wyspa na jeziorze Lednica (Muzeum Pierwszych Piastów na Lednicy)
- Pola Lednickie – miejsce Ogólnopolskich Spotkań Młodzieży Lednica 2000

W 1947 we wsi urodził się Józef Banaszak – prof. dr hab., zoolog, ekolog, rektor Wyższej Szkoły Pedagogicznej w Bydgoszczy w latach 1996–1999.

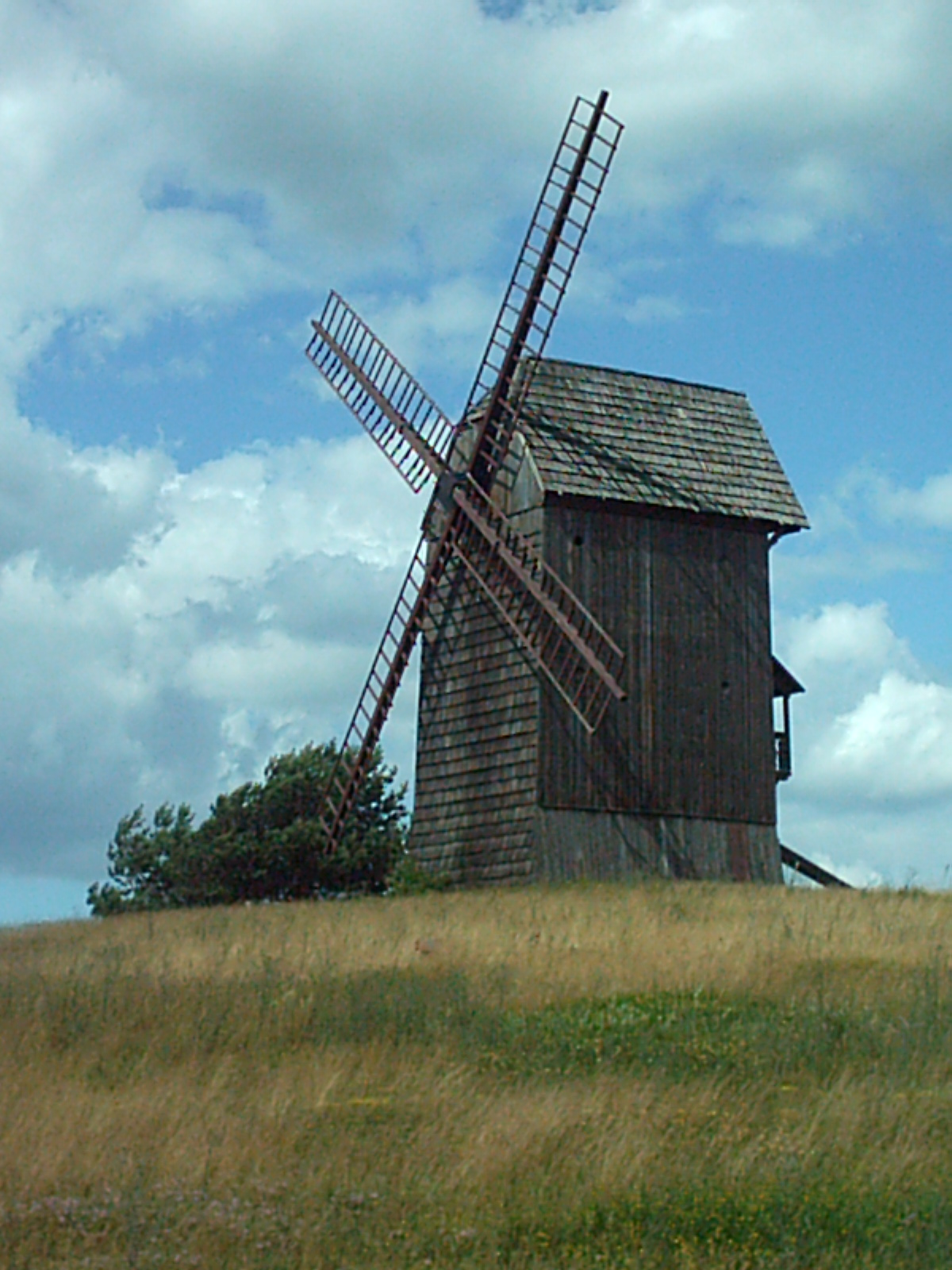
Wiatrak w Lednogórze
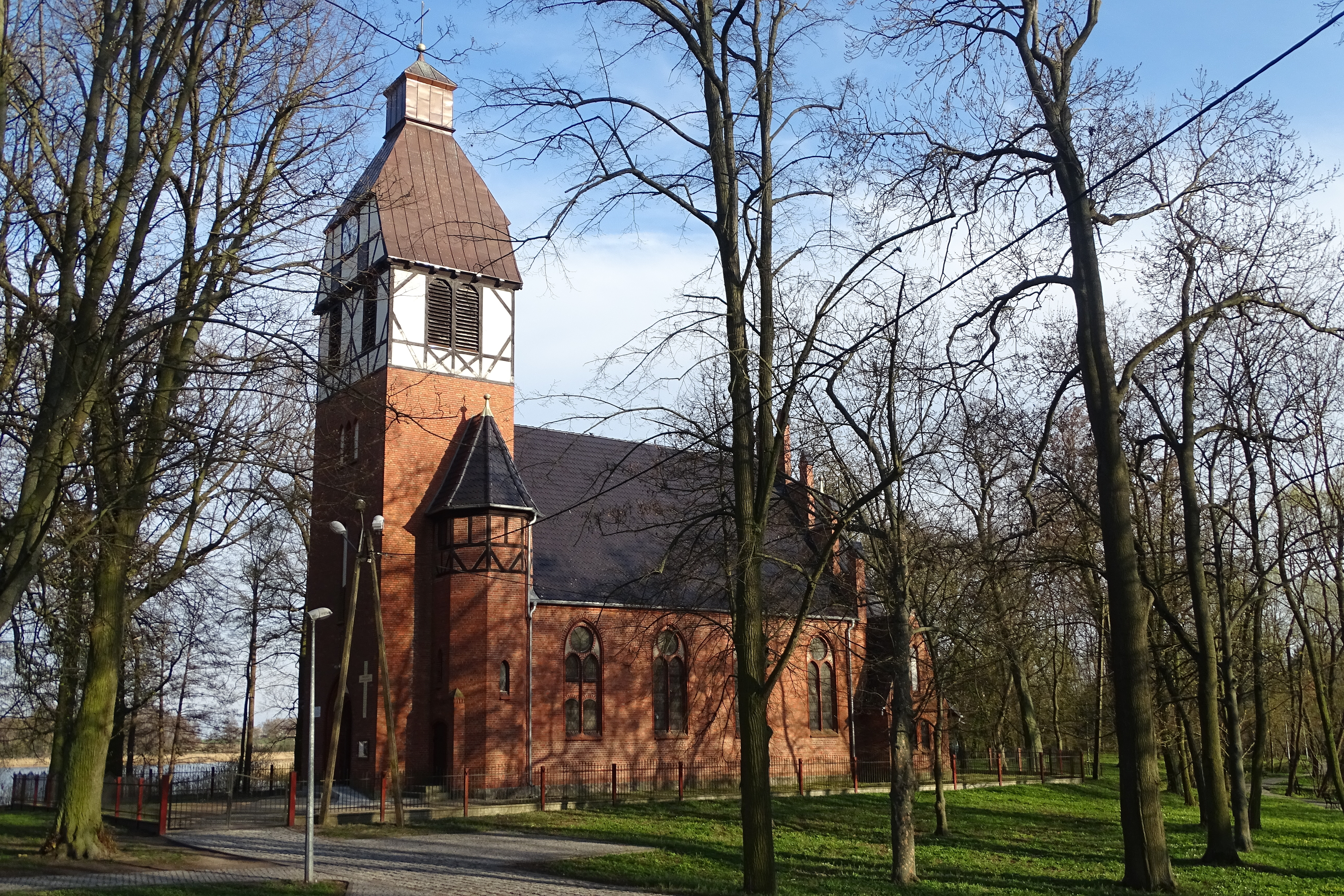
Kościół katolicki pw. Niepokalanego Poczęcia NMP
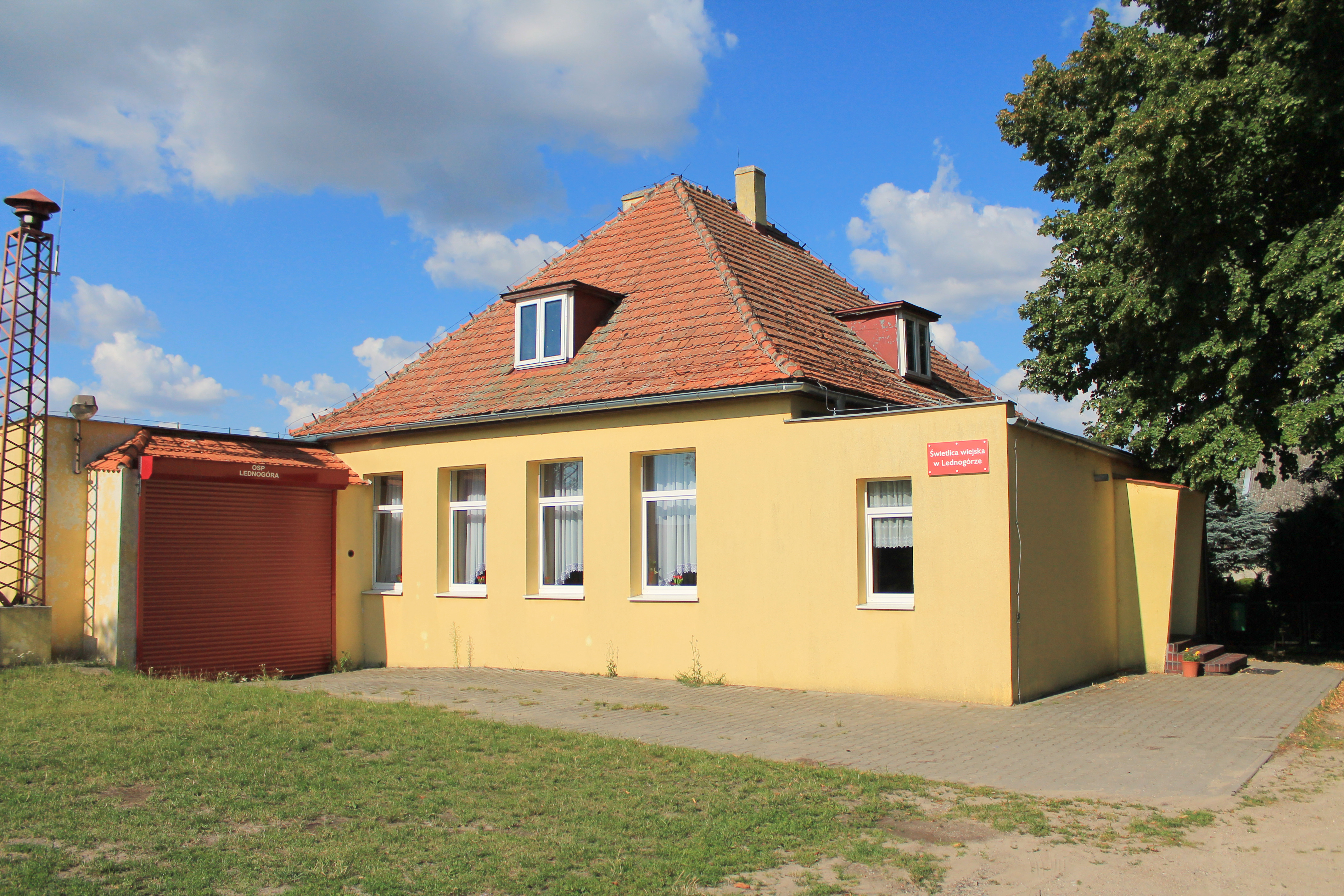
Świetlica wiejska i Ochotnicza Straż Pożarna
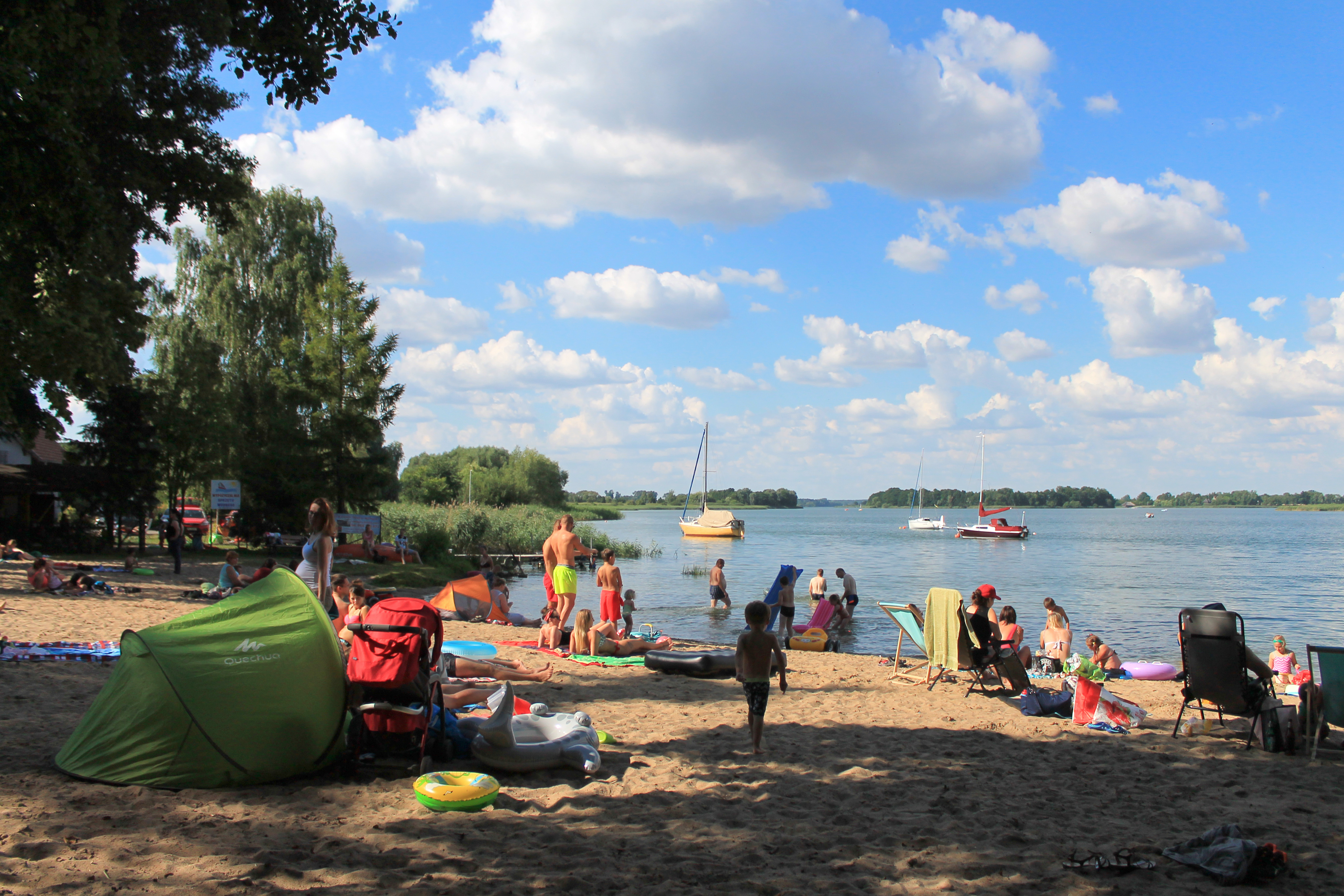
Plaża nad jeziorem Lednica
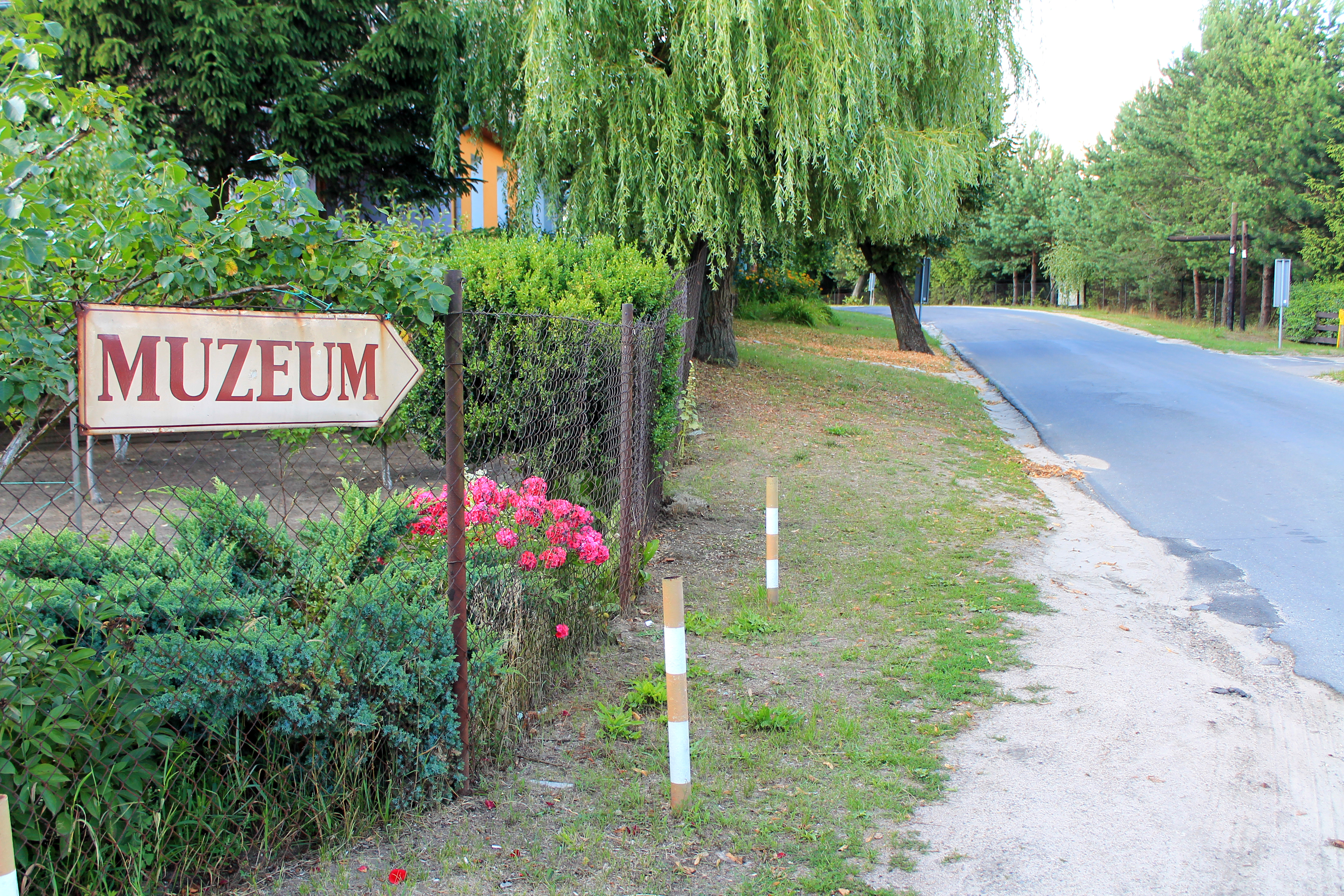
Droga we wsi nieopodal przystanku kolejowego